# Dagmar Wilson
Dagmar Searchinger Wilson née le 25 janvier 1916, morte le 6 janvier 2011 est une activiste antinucléaire et une illustratrice et américaine. Elle fonde Women Strike for Peace en 1961, mouvement de femmes qui met fin aux essais d'armes nucléaires aux États-Unis. 

## Biographie
Née à Manhattan en 1916, Dagmar Wilson passe son enfance entre l'Allemagne et l'Angleterre. Son père est correspondant pour CBS pour ces deux pays. Elle fréquente la Slade School of Fine Art à Londres. Ensuite, elle travaille comme illustratrice pour enfants pour Whitman's Children's Books. Elle exerce son métier à son domicile de Georgetown. Elle se marie et a trois filles.

## Engagement
Lorsque la course aux armements américano-soviétiques commence, Dagmar Wilson, s'informe et  s'inquiète des conséquences de la guerre nucléaire. Elle exhorte ses amies à appeler leurs amies pour obtenir le soutien nécessaire à sa manifestation d'un jour en faveur de la paix et du désarmement. Le 1er novembre 1961, un réseau informel de 50 000 mères, grands-mères et autres femmes manifestent dans 60 villes du pays. 
Elle incite le président John F. Kennedy à « mettre fin à la course aux armements - pas à la race humaine ». Dagmar Wilson et le mouvement Women Strike for Peace attirent l'attention des dirigeants du monde et de la presse. John F. Kennedy tient compte des positions de Dagmar Wilson et de son mouvement pour faire pression sur les puissances de la guerre froide et les contraindre à signer un traité d'interdiction des essais nucléaires. 
En décembre 1962, elle défend Women Strike for Peace devant la commission des activités anti-américaines qui accuse le mouvement d'être en lien avec le communisme. Elle récuse les accusations de l'avocat Alfred Nittle. Les médias et le public lui rendent hommage. Cet épisode joue un rôle crucial dans la chute du House Un-American Activities Committee (HUAC). 
La Women Strike for Peace s'oppose ensuite à la guerre du Vietnam. En 1965, le Women Strike for Peace est à nouveau accusé par le HUAC. À la suite de cette nouvelle accusation, Dagmar Wilson renonce à ses responsabilités au sein du mouvement en 1968.
Néanmoins, elle reste investit dans les  aux causes antinucléaires et environnementalistes jusqu'à la fin de ses jours.